# Żylica (rzeka)
Żylica (Żylca, Żylcza) – rzeka w polskich Beskidach Zachodnich, lewostronny dopływ Soły o długości 21,98 km. Cały tok w granicach powiatu bielskiego i żywieckiego.

## Opis
Żylicę wspominał już na początku XVIII w. wójt żywiecki Andrzej Komoniecki w swoim „Dziejopisie Żywieckim”: ...rzeka Żylca, ta płynie przez Państwo Łodwigowskie spod gór Małego Skrzeczenka, z góry Malinowa (...). Nazwę rzeki „Żylca” tłumaczył pisząc, iż zowią ją tak dlatego, ...że jakoby żyłami zbierając się do niej insze rzeki, onę jawią.
Rzeka płynie w Beskidzie Śląskim i w Kotlinie Żywieckiej. Jej źródła znajdują się na wysokości ok. 1050 m. na zachodnich stokach Malinowskiej Skały. Wspomniany wójt Andrzej Komoniecki inaczej opisywał jej źródła. W „Dziejopisie...” tak podawał lokalizację źródeł: Znowu za Małym Skrzeczenkiem górą jest góra nazwana Malinów, na której wierzchu jest studnia albo młaka na granicy Łodygowskiej i śląskiej, z której rzeka Żylcza główna, co przez Państwo Łodygowskie bieży i tam ma swój wykap albo źródło, z którego pochodzi (...).
Początkowo Żylica płynie w kierunku północnym. Następnie spływa przez Szczyrk w kierunku północno-wschodnim, oddzielając masyw Skrzycznego na południu od masywu Klimczoka na północy. Po opuszczeniu gór, już na płaskich terenach Kotliny Żywieckiej, Żylica skręca na wschód. Po przecięciu północnej części Kotliny w Łodygowicach, u podnóży Beskidu Małego, Żylica skręca na południowy wschód i na wysokości 341 m n.p.m. uchodzi do Jeziora Żywieckiego w Zarzeczu, nieco na północ od przystanku kolejowego Pietrzykowice Żywieckie.
Wielokrotnie jej wody wylewając dokonywały znacznych zniszczeń w dolnej części Szczyrku i na terenie Kotliny Żywieckiej. W czasie największej współczesnej powodzi w tym rejonie, w 1958 r., poziom jej wody w Rybarzowicach osiągnął aż 370 cm. W czasie powodzi w 1970 r. rzeka zniszczyła większość mostów w swej dolinie, uszkodziła most kolejowy w Łodygowicach i rozmyła na szerokość kilkudziesięciu metrów przyczółek betonowego mostu drogowego w Zarzeczu. Szerokość jej łożyska u ujścia do Jeziora Żywieckiego wynosiła wówczas blisko 200 m. Obecnie koryto Żylicy w znacznej części jest uregulowane.
Od kilkuset lat wody Żylicy były wykorzystywane przez człowieka. Była ona jedną z „najpracowitszych” rzek polskich Beskidów: w XIX w. na przestrzeni niespełna 18 km jej wody wprawiały w ruch ok. 30 kół wodnych, napędzających urządzenia mechaniczne młynów, tartaków, foluszów, papierni itp. zakładów na terenie Szczyrku, Buczkowic, Rybarzowic i Łodygowic. Rzeka napędzała także maszyny fabryki mebli giętych J. Kubicy w Buczkowicach i fabryki sukna A. Zipsera w Łodygowicach. W XVIII i XIX w. w okresie przyborów wód używano Żylicy również do spławiania drewna z lasów salmopolskich do tartaku w Buczkowicach.